# Fonoifua
Fonoifua è un'isola delle Tonga. Amministrativamente appartiene alla divisione Haʻapai, nel distretto di Mu'omu'a. 
Al censimento del 2021 l'isola aveva 69 abitanti.

## Geografia
L'isola si trova nel centro di 'Otu Mu'omu'a insieme alle barriere coralline di Tanoa e Meama, Mai Reef e Lua Anga. A ovest si trovano le isole di Nukufaiau e Nukutula e ad est si trova Fetokopunga.
L'isola di Fonoifua è pianeggiante. Il punto più alto dell'isola è a 21 m sul livello del mare. Copre 0,6 km da nord a sud e 1,4 km da est a ovest.
Il clima è tropicale caldo, ma temperato dai venti che soffiano costantemente. Come le altre isole del gruppo Ha'apai, Fonoifua è occasionalmente colpita da cicloni. 

## Storia
Durante l'eruzione vulcanica dell'Hunga Tonga-Hunga Haʻapai nel gennaio 2022, numerose case sono state distrutte o danneggiate da uno tsunami. Secondo il governo, solo due case sono rimaste in piedi. Gli abitanti dell'isola sono stati quindi evacuati.